# José Weimann
José Weimann CSSR (* 6. April 1892 in Hinojo, Provinz Buenos Aires; † 30. März 1961 in Santiago del Estero) war ein argentinischer römisch-katholischer Geistlicher und Bischof von Santiago del Estero.

## Leben
Er trat 1912 dem Orden der Redemptoristen bei und empfing am 10. August 1917 die Priesterweihe.
Am 1. August 1940 ernannte Papst Pius XII. ihn zum Bischof von Santiago del Estero. Die Bischofsweihe empfing er am 8. September 1940 in Buenos Aires durch den Apostolischen Nuntius in Argentinien Erzbischof Giuseppe Fietta; Mitkonsekratoren waren Fortunato Devoto, Weihbischof in Buenos Aires, und Miguel Paternain CSSR, Bischof von Florida. Am 23. September 1940 trat er sein Amt als Bischof von Santiago del Estero an und feierte am 24. September seine erste Pontifikalmesse.
Am 30. März 1961, dem Gründonnerstag, starb José Weimann in seinen Privaträumen im Bischofspalast.